# ۱۳۷۴ (قمری)
۱۳۷۴ (قمری)، هزار و سیصد و هفتاد و چهارمین سال در گاهشماری هجری قمری است. اول محرم این سال برابر با سی‌ام اوت سال ۱۹۵۴ میلادی است.